# Varestrongylus sagittatus
Varestrongylus sagittatus är en rundmaskart som först beskrevs av Müller 1890.  Varestrongylus sagittatus ingår i släktet Varestrongylus och familjen Protostrongylidae. Inga underarter finns listade i Catalogue of Life.